# هولوکو
هولوکو منطقه ای توریستی در مجارستان و جزء میراث جهانی یونسکو در مجارستان است.

## نگارخانه

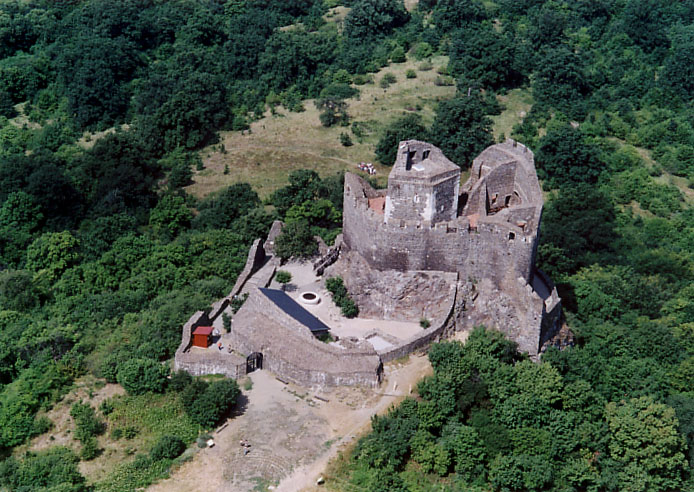
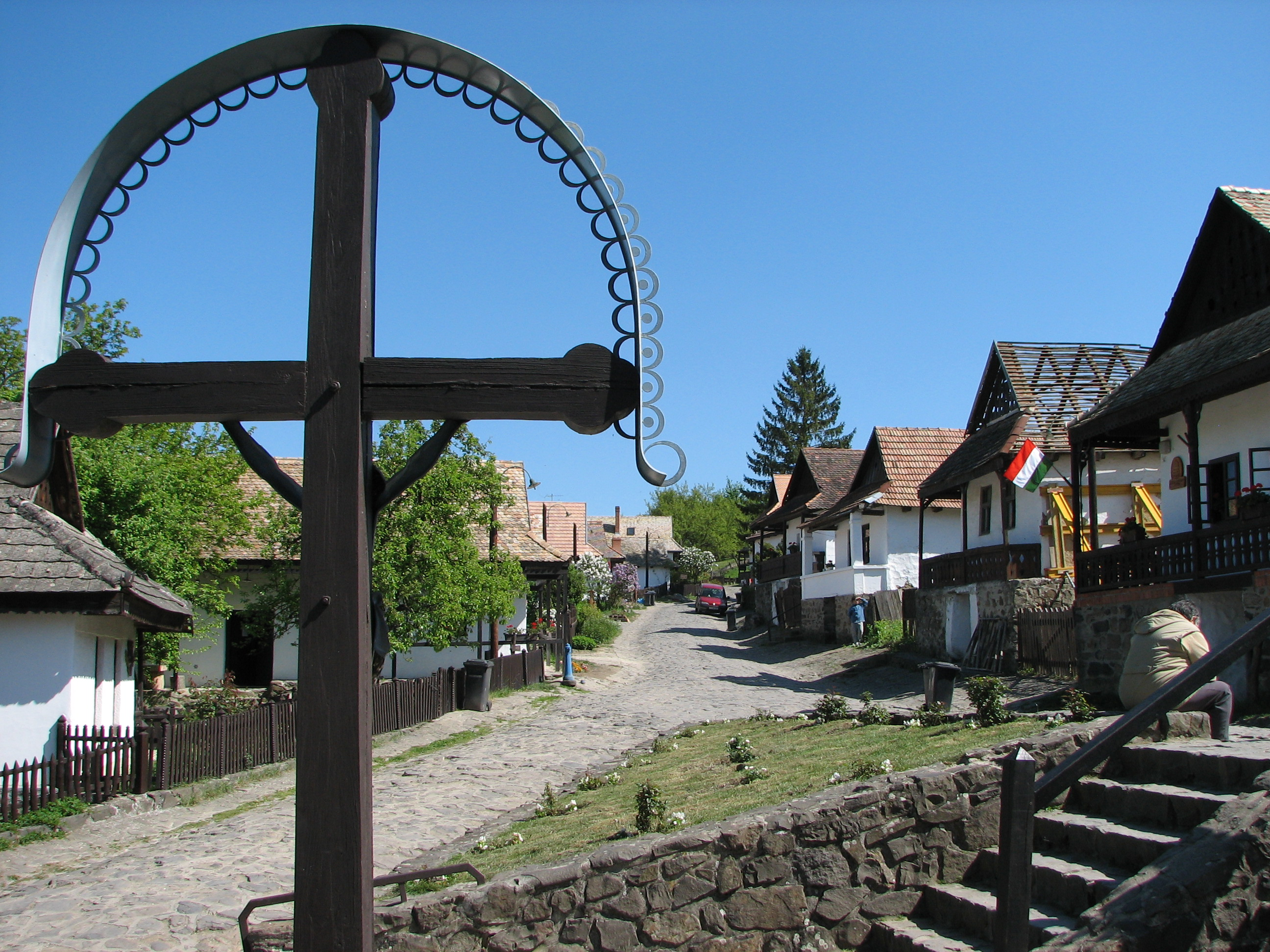
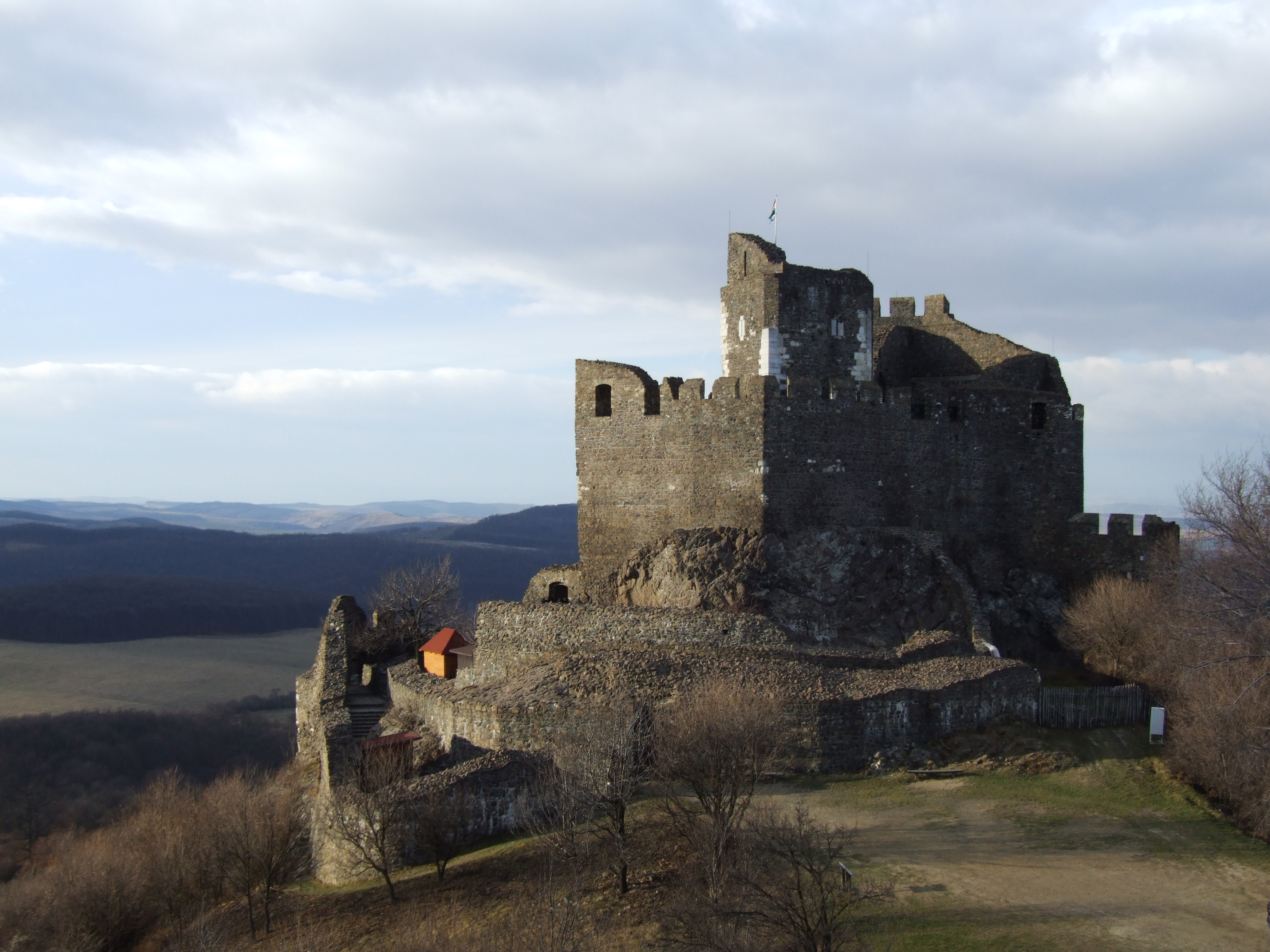
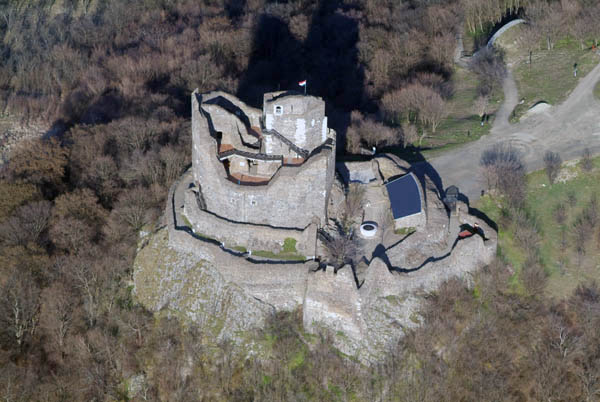